# Zöbern
Zöbern osztrák község Alsó-Ausztria Neunkircheni járásában. 2019 januárjában 1397 lakosa volt. 

## Elhelyezkedése

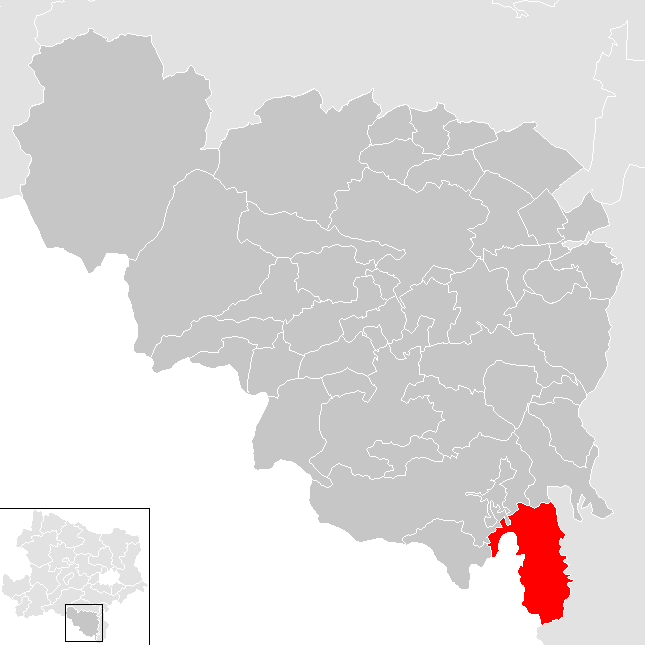
Zöbern a Neunkircheni járásban

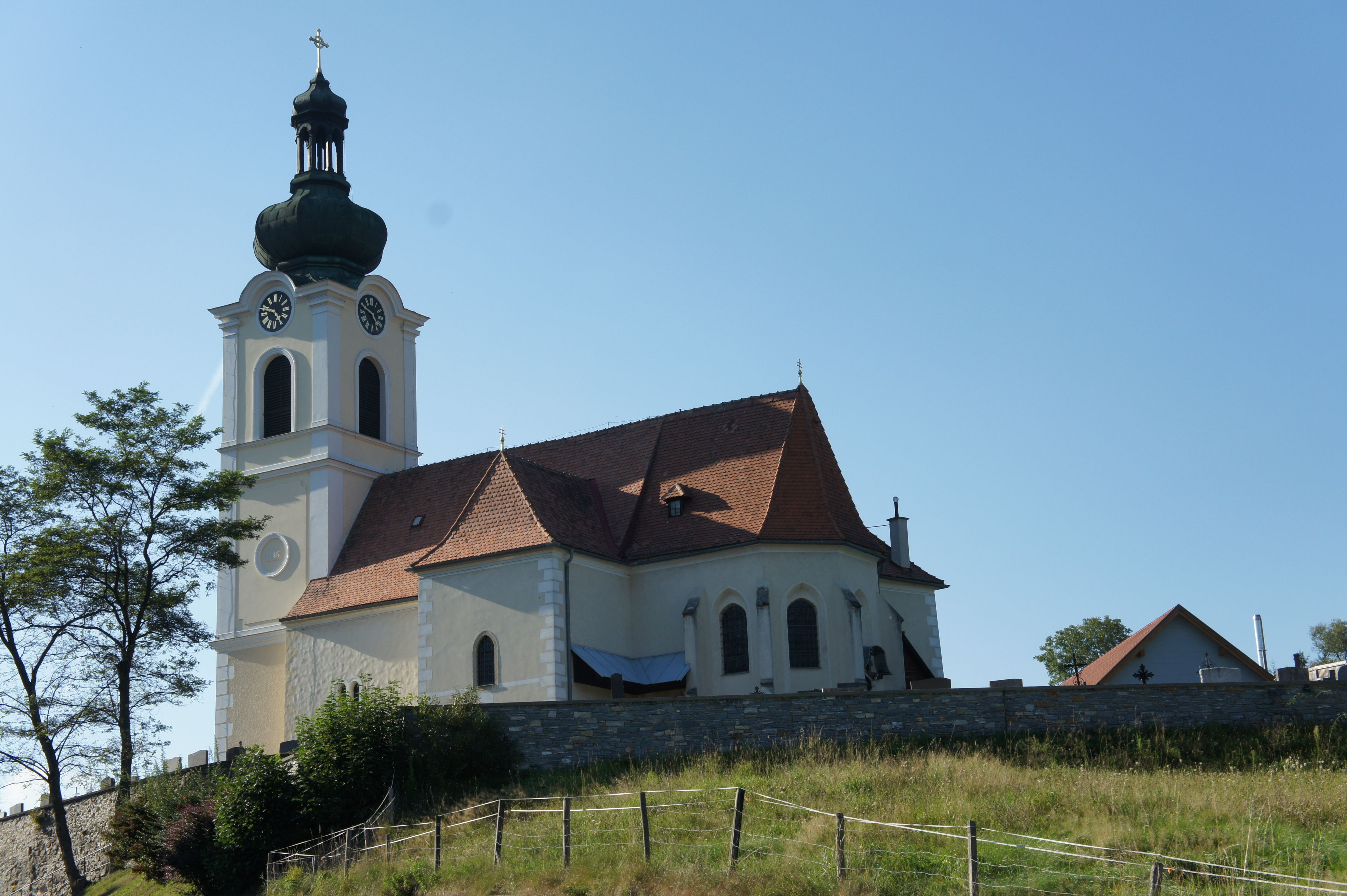
A Szt. György-plébániatemplom

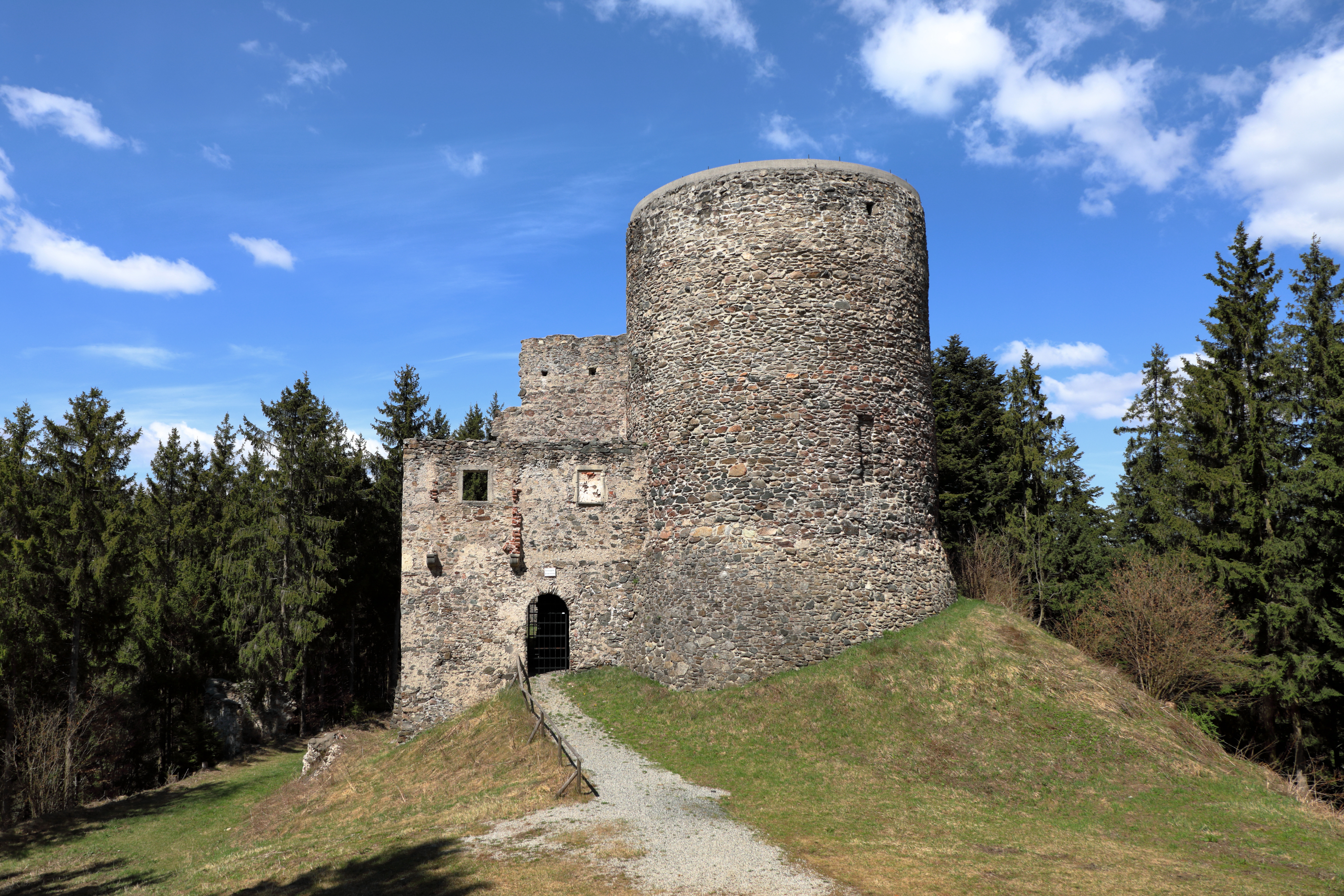
Ziegersberg várának romjai

Zöbern Alsó-Ausztria Industrieviertel régiójában fekszik a Zöbernbach folyó mentén. Területének 46,9%-a erdő. Az önkormányzat 6 településrészt, illetve falut egyesít: Kampichl (248 lakos 2019-ben), Maierhöfen (59), Pichl (110), Schlag (69), Stübegg (198) és Zöbern (713). 
A környező önkormányzatok: nyugatra Mönichkirchen, északnyugatra Aspangberg-Sankt Peter, északra Thomasberg, keletre Krumbach, délre Hochneukirchen-Gschaidt, délnyugatra Schäffern (Stájerország).

## Története
Ziegersberg várát 1246 körül építtette Siegfried Zieger lovag, Leutold von Wildon csatlósa. 1255-ben megemlítik a zöberni kápolnát és 1260 körül létrejöhetett az egyházközség is, bár első okleveles említése csak 1362-ből való. A birtok házassága révén V. Albero V. von Kuenring-Dürnstein kezére került. 1395-ben az osztrák hercegre szállt, aki 1411-ben I. Koloman és III. Konrad von Königsbergnek adományozta, akik jelentősen bővítették a várat. A birtok 1492-1645 között a seebensteini uradalomhoz tartozott. 1644-ben Christoph von Königsberg elzálogosította Batthyány Ádámnak, ám az ügyletet a tartomány nem ismerte el, így a várat 1648-ban elárverezték és Mathias Wägele von Walsegg vásárolta meg, aki azonban hagyta a várat leromlani. 1842-ben Caroline Sternberg grófnő (született Walsegg) Liechtenstein hercegre hagyta a birtokot, aki néhány évvel később eladta Elisabeth Ungernek. 1917-ben Hilda Brunner örökölte a várat, akitől a náci rezsim idején elkobozták, majd 1958-ban a család visszakapta; azóta is az ő birtokukban van. 

## Lakosság
A zöberni önkormányzat területén 2019 januárjában 1397 fő élt. A lakosságszám 2001 óta csökkenő tendenciát mutat. 2017-ben a helybeliek 98%-a volt osztrák állampolgár; a külföldiek közül 0,5% a régi (2004 előtti), 1,3% az új EU-tagállamokból érkezett. 2001-ben a lakosok 97,9%-a római katolikusnak, 1,2% pedig felekezeten kívülinek vallotta magát. Ugyanekkor 2 magyar élt a községben.
A lakosság számának változása:

| 2016 | 1 429 |
| 2018 | 1 423 |

## Látnivalók
- a Szt. György-plébániatemplom
- Ziegersberg várának romjai

## Fordítás
- Ez a szócikk részben vagy egészben  a   Zöbern című német Wikipédia-szócikk ezen változatának fordításán alapul.  Az eredeti cikk szerkesztőit annak laptörténete sorolja fel. Ez a jelzés csupán a megfogalmazás eredetét és a szerzői jogokat jelzi, nem szolgál a cikkben szereplő információk forrásmegjelöléseként.